# Dark Matter Dimensions
Dark Matter Dimensions — четвертий повноформатний альбом шведського гурту Scar Symmetry, виданий у 2009 році лейблом Nuclear Blast. Продюсером цього релізу, як і попередніх, став гітарист гурту Юнас Челльгрен. Гурт вперше записував матеріал без свого незмінного раніше вокаліста Крістіана Ельвестама, якого покликані були замінити Роберт Карлссон та Ларс Пальмквіст, що розподілили між собою обов'язки у виконанні відповідно «екстремальних» та «чистих» вокальних партій.
За словами барабанщика гурту та автора текстів Генріка Ульссона назва Dark Matter Dimensionsукр. Виміри темної матерії є посиланням до необхідності визнання невидимих світів і вимірів, бо без існування цих невидимих сил неможливим було б й існування нашого фізичного Всесвіту. Оформленням релізу займався британський дизайнер Колін Маркс, якому й належить авторство обкладинки альбому.
На три пісні з альбому було відзнято відеокліпи, що потрапили до ротації численних світових телеканалів, зокрема українського телеканалу A-ONE. На початку вересня 2009 року було презентовано відеороботу на трек Noumenon and Phenomenon, режисером якого став голландець Моріс Свінкельс, що вже працював з гуртом раніше. Локаціями зйомок стали фотостудія та занедбана психіатрична лікарня. У грудні того ж року світ побачив кліп на пісню Ascension Chamber. Відео було відзнято 25 жовтня 2009 року під керівництвом режисера Ронні Гемліна. 5 травня 2010 року гурт презентував останню третю відеороботу, що називалася The Iconoclast, автором якої був французький фотограф Деніс Горіа.

## Список пісень
| #   | Назва                         | Тривалість |
| --- | ----------------------------- | ---------- |
| 1.  | «The Iconoclast»              | 5:07       |
| 2.  | «The Consciousness Eaters»    | 4:42       |
| 3.  | «Noumenon and Phenomenon»     | 4:13       |
| 4.  | «Ascension Chamber»           | 3:48       |
| 5.  | «Mechanical Soul Cybernetics» | 3:27       |
| 6.  | «Nonhuman Era»                | 4:45       |
| 7.  | «Dark Matter Dimensions»      | 4:12       |
| 8.  | «Sculptor Void»               | 5:23       |
| 9.  | «A Parenthesis in Eternity»   | 4:43       |
| 10. | «Frequencyshifter»            | 3:15       |
| 11. | «Radiant Strain»              | 4:15       |

| Бонус-треки спеціальних видань | Бонус-треки спеціальних видань                                    | Бонус-треки спеціальних видань |
| #                              | Назва                                                             | Тривалість                     |
| ------------------------------ | ----------------------------------------------------------------- | ------------------------------ |
| 12.                            | «Pariah» (Бонус трек лімітованого видання)                        | 5:22                           |
| 13.                            | «The Consciousness Eaters» (Редагована версія японського видання) | 3:58                           |

## Склад гурту
- Роберт Карлссон — вокал
- Ларс Пальмквіст — вокал
- Юнас Челльгрен — гітара
- Пер Нільссон — гітара
- Кеннет Сеіл — бас-гітара
- Генрік Ульссон — ударні

## Історія релізів
| Країна            | Дата           |
| ----------------- | -------------- |
| Європейський Союз | 2 жовтня 2009  |
| США               | 20 жовтня 2009 |